# The Inner Mounting Flame
The Inner Mounting Flame es el primer álbum de estudio de la banda estadounidense de jazz fusión Mahavishnu Orchestra, lanzado el 14 de agosto de 1971. Ocupa el puesto 89 en el Billboard 200 de 1971. Publicado como The Mahavishnu Orchestra with John McLaughlin, se le considera uno de los primeros álbumes de jazz rock. La canción «You Know, You Know» fue versionada por Massive Attack, Mos Def, Black Sheep y David Sylvian, entre otros.

## Lista de canciones
| N.º | Título                     | Duración |  |
| 1.  | «Meeting of the Spirits»   | 6:52     |  |
| 2.  | «Dawn»                     | 5:10     |  |
| 3.  | «The Noonward Race»        | 6:28     |  |
| 4.  | «A Lotus on Irish Streams» | 5:39     |  |
| 5.  | «Vital Transformation»     | 6:16     |  |
| 6.  | «The Dance of Maya»        | 7:17     |  |
| 7.  | «You Know You Know»        | 5:07     |  |
| 8.  | «Awakening»                | 3:32     |  |

## Créditos

### Mahavishnu Orchestra
- John McLaughlin – guitarra, sintetizador
- Billy Cobham – batería, percusión
- Jan Hammer – piano, teclados, sintetizador, Moog modular
- Rick Laird – voz, bajo
- Jerry Goodman – violín

### Producción
- Don Puluse – ingeniero
- Robert Honablue – ingeniero[2]